# Matsoni
Matsoni (Georgisch: მაწონი) of Matsoen (Armeens: մածուն) is een gefermenteerd melkproduct uit de Zuidelijke Kaukasus landen Armenië en Georgië. Het product wordt traditioneel in beide landen gemaakt. Armenië claimt de historische productoorsprong, Georgië heeft matsoni als beschermde geografische aanduiding vastgelegd en claimt dat de Armeense matsoen een schending is hierop.

## Etymologie
De naam van het product is een afgeleide van het Indo-Europese mats wat 'mengen', 'kneden' of 'deeg maken' betekent. Op deze basis, in het Armeens մած, is een reeks Armeense woorden gebouwd die duiden op een dikke substantie: matsoetsik (մածուցիկ, stroperig), matsvel (մածվել, stremmen), matsan (մածան, plakkerig, dingen om gaten mee te vullen) en matsoetsanel (մածուցանել, dikker maken, stremmen). Het Armeense 'mats' heeft ook cognaten in het Perzisch (māst, 'yoghurt'), Hotanees (māsta, 'stremmen') en Sanskriet (mastoe, zure room).
De naam van het product wordt beschreven door middeleeuwse Armeense auteurs, met name Grigor Magistros (11e eeuw) die de logica van leenwoorden in de etymologie omschreef aan de hand van de overdacht van de woorden matsoen en matsoni. Georgisch is geen Indo-Europese taal en het woord "matsoni" bestaat ook niet in oude en middeleeuwse Georgische inscripties. Armeniërs zien hierin het bewijs dat de productnaam een Armeense oorsprong heeft.

## Samenstelling

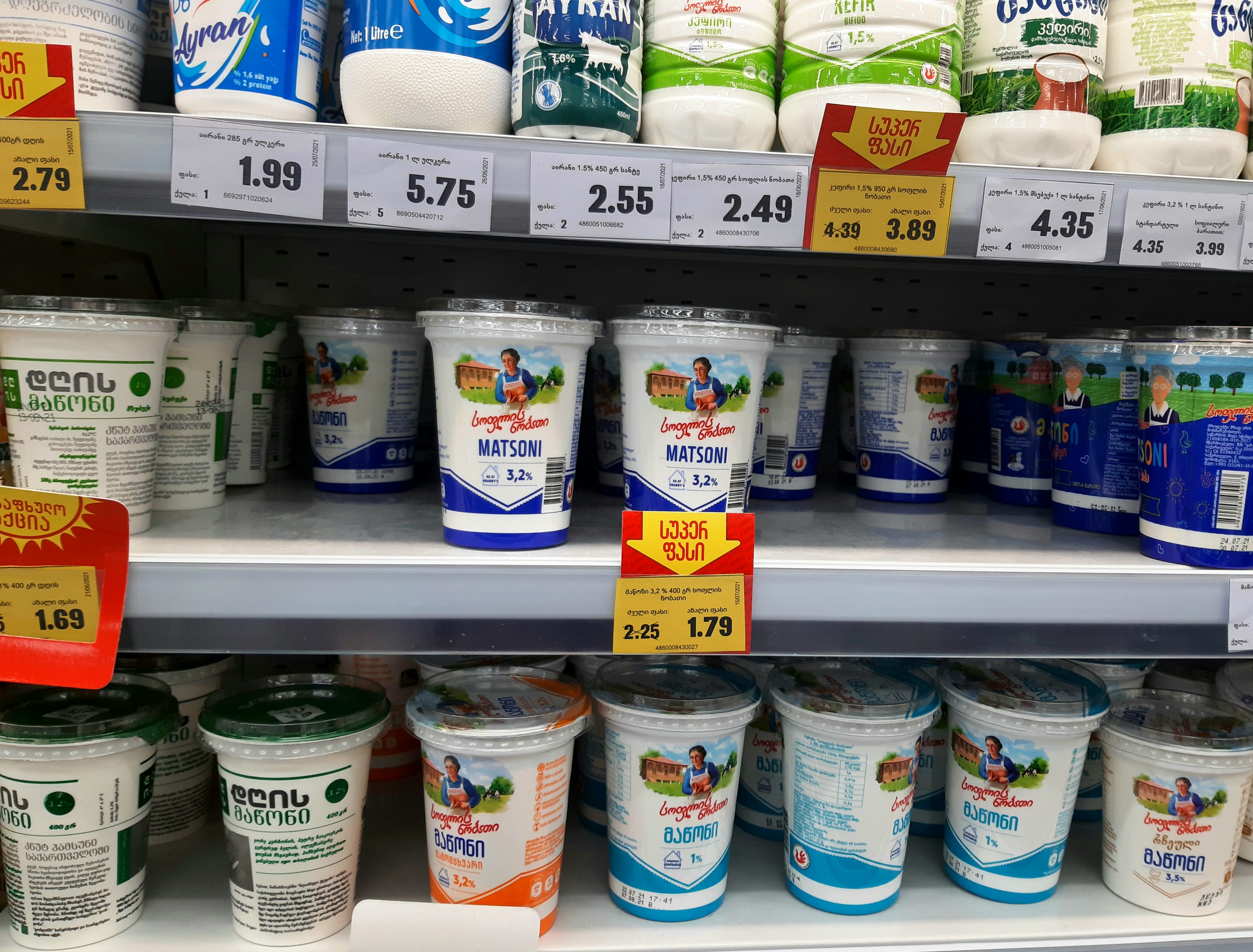
Matsoni in de supermarkt

Matsoni is een gefermenteerde melk die lijkt op yoghurt en wordt gemaakt van (meestal) koemelk, geitenmelk, schapenmelk, of buffelmelk of een mix daarvan en een yoghurtcultuur van voorgaande producties. Ten opzichte van yoghurt heeft matsoni meer verscheidenheid aan melkzuurbacteriën. De kenmerkende hoge viscositeit van matsoni komt door de Lactococcus lactis ssp. cremoris die in de yoghurt aanwezig is.
De samenstelling van de matsoni en matsoen zouden bijdragen aan het verhelpen van spijsverteringsstoornissen. Claims dat het tot een langer leven leidt zijn onvoldoende bewezen.

## Japanse Kaspische Zeeyoghurt

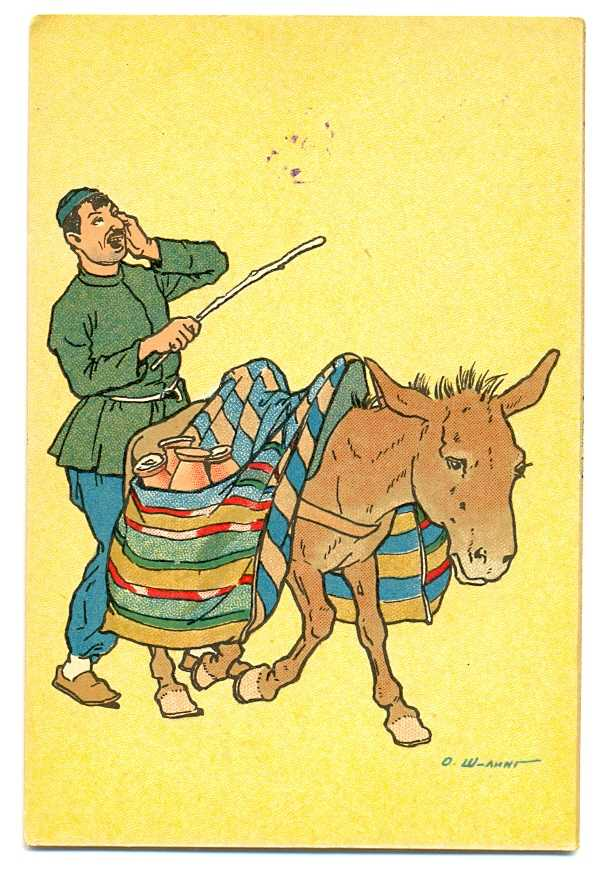
Een Georgische matsoni-verkoper (1928)

In Japan circuleert de zogenaamde 'Kaspische Zee-yoghurt' wat een Kaukasus-yoghurt zou zijn. De yoghurt zou in 1986 uit het Georgische Dzjava (Zuid-Ossetië) meegenomen zijn en werd in Japan commercieel geïntroduceerd. Er wordt soms gezegd dat deze zogenaamde 'Kaspische Zee-yoghurt' hetzelfde type yoghurt is als matsoni, maar een vergelijkende studie naar de microbiota en viscositeit wees uit dat de twee zeer verschillend zijn. De Japanse 'Kaspische Zee-yoghurt' is draderig van structuur, in tegenstelling tot matsoni, en lijkt in dat opzicht veel meer op de Russische smetana. De viscositeit en smaak benaderde zeer dicht de Finse viili, maar de werkelijke oorsprong bleef nog onduidelijk.

## Georgische naamsbescherming
Op 1 april 2012 ging in Georgië een wet van kracht waarin een hele reeks traditionele Georgische producten tot beschermde geografische aanduiding werden verklaard, waaronder matsoni. Dit gebeurde in de voorbereidende fase voor het associatie- en vrijhandelsverdrag met de Europese Unie dat in 2016 volledig in werking trad. In 2011 had Armenië al protest aangetekend bij Georgië en de EU over de productbescherming van matsoni, maar kreeg nul op het rekest.
In februari 2022 kwam naar buiten dat Georgië in najaar 2021 plotseling handhaafde op deze productbescherming en hield Armeense vrachtwagens met matsoen bij de grens tegen die op weg waren naar Rusland. De Georgiërs beschouwen matsoen als een "inbreuk op de intellectuele eigendomsrechten die Tbilisi claimt op matsoni", tot beide landen een bilaterale overeenkomst sluiten over wederzijdse erkenning van geografische aanduidingen.